# Boks set
Boks set (engl. Box set) je pakovanje od dva ili više CDa ili DVD-a. Muzički CD boks set sadrži najčešće hitove jednog autora, kompozitora ili benda, a može biti tematski npr.: pesme/kompozicije jedne epohe, žanra, sa festivala itd.
CD boks setovi su često luksuzno opremljeni, što ih neretko čini kolekcionarskim primercima.

### Primeri CD boks setova popularne muzike u Srbiji
Primeri CD boks setova popularne muzike u Srbiji primeri:
- Grupa Zana - 40 godina sa vama 1980-2022, PGP-RTS, 2022.[1]
- Bajaga i instruktori - antologija, PGP-RTS, 2010.[2]
- 60 godina festival "Omladina" Subotica, Multimedia Music, 2023.[3]
- YU grupa - 50 godina, 1970-2020, PGP-RTS, 2020.[4]
- Riblja čorba - The Platinum Collection, City Records, 2021.[5]
- Riblja čorba, 1978-1990, PGP-RTS, 2011.[6]
- Korni grupa/Kornelije Kovač - Jugoton - Croatia Records, 2020.[7]
- Električni orgazam - Original Album collection, Jugoton - Croatia Records, 2019.[8]
- VIS Idoli - Original Album Collection, Jugoton - Croatia Records, 2014.[9]
- Aleksandra Radović - The Platinum Collection, City Records, 2013.[10]
- Nataša Bekvalac - The Platinum Collection, City Records.[11]
- Sergej Ćetković - The Platinum Collection, City Records.[12]
- Željko Joksimović, The Platinum Collection, City Records.[13]
- Disciplina kičme - Mascom Records, 2014.[14]
- S. A. R. S. -  Mascom Records, 2018.[15]